# Diásporo
Diásporo o diáspora es el nombre que recibe una de las formas minerales del oxihidróxido de aluminio AlO(OH). Fue descrito por primera vez en 1801 por su presencia en Mramorskii Zavod (óblast de Sverdlovsk, Rusia).
Su nombre, acuñado por Abbé Rene Just Haüy en 1801, proviene del griego διασπείρειυen «dispersar», en alusión a la decrepitación habitual en la llama del soplete.
Se conoce comercialmente como zultanita o sultanita a una variedad de este mineral de calidad gema procedente de Turquía.
Asimismo, el diásporo de cromo es una variedad de este mineral rico en Cr3+ de tonalidad violeta.

## Propiedades

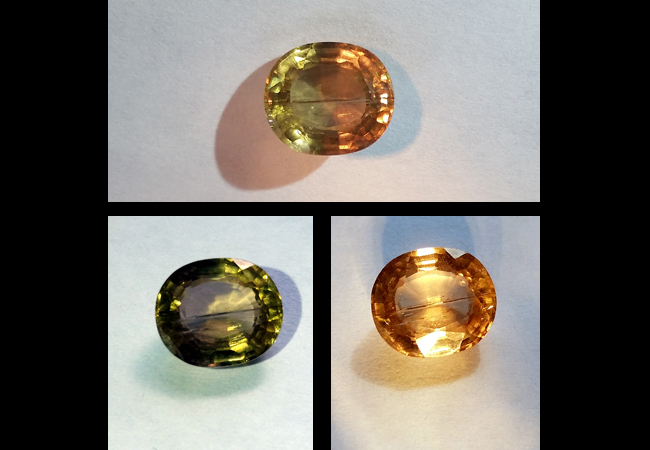
Diásporo con cambio de color, desde verde con luz natural a amarillo-naranja bajo lámpara incandescente.

El diásporo es un mineral incoloro, grisáceo-blanco, amarillento, en ocasiones violeta, que varía de translúcido a transparente. Se distingue fácilmente de otros minerales debido a su hendidura perfecta y su lustre anacarado, como la mica, talco o yeso, además de tener una dureza de 6,5 a 7 en la escala de Mohs. Es muy frágil, siendo su densidad 3,2 - 3,5  g/cm³. Cuando se calienta se comporta violentamente, rompiéndose hacia arriba en escamas nacaradas blancas.
Cristaliza en el sistema ortorrómbico, clase dipiramidal (2/m 2/m 2/m).
Su contenido de aluminio es de casi el 50%, siendo las impurezas más comunes hierro, manganeso, cromo y silicio.
Es el miembro principal del grupo mineralógico que lleva su nombre y es dimorfo de la boehmita.
Junto a la gibbsita y a la citada boehmita es un componente fundamental de la bauxita, la principal mena de aluminio utilizada por la industria.

## Morfología y formación
Se encuentra a veces como cristales aplanados en {010}, elongados a lo largo de [001], que llegan a alcanzar 40 cm; no obstante, generalmente aparece formando masas laminares o escamosas.
Por otra parte, existen maclas en {021} con forma de corazón y agregados pseudohexagonales.
Habitualmente es el producto final de diagénesis en depósitos de bauxita formados por la meteorización de rocas de aluminosilicatos. También puede proceder de la alteración hidrotermal de minerales alumínicos, así como estar presente en algunas pegmatitas alcalinas.
Suele encontrarse asociado a corindón, magnetita, margarita, espinela, clorita, gibbsita, boehmita, sillimanita, lepidocrocita y hematita.

## Yacimientos
Cuando se encuentra en grandes cantidades, el diásporo adquire importancia económica como mena de aluminio.
La localidad tipo está en Kosoi Brod (montes Urales, Rusia). Otros yacimientos notables son los de Banská Štiavnica (región de Banská Bystrica, Eslovaquia), Campolungo (Ticino, Suiza) e islas de Naxos y Samos (Grecia).
En España hay diásporo en Níjar (Almería) y Villanueva de Bogas (Toledo).
De interés gemológico es el depósito existente en el río Menderes (Muğla, Turquía).
En América se encuentra este mineral en Argentina —provincias de Catamarca, Chubut y Neuquén—, Chile —regiones de Antofagasta, Atacama, Coquimbo y Tarapacá—, Perú —departamentos de Arequipa, Cajamarca y Piura— y Ecuador (provincia de Loja).